# Гортколо
Гортколо́ — село в Хунзахском районе Дагестана. Входит в состав сельского поселения Ободинский сельсовет.

## Географическое положение
Расположено в центральной части Дагестана и находится на реке Тобот, в 6 км к северо-западу от районного центра села — Хунзах и в 2 км к западу от центра сельского поселения села Обода.
Уличная сеть состоит из пяти географических объектов: ул. Гозолоколинская, ул. Нагорная, ул. Нурмагомеда Патахова, ул. Речная, ул. Центральная.

## Население
| 1888 | 1895 | 1926 | 1939 | 1970 | 1989 |
| ---- | ---- | ---- | ---- | ---- | ---- |
| 268  | ↗272 | ↘231 | ↗284 | ↘193 | ↘162 |
| 2002 | 2010 | 2021 |      |      |      |
| ↗226 | ↗245 | ↗264 |      |      |      |

По данным Всероссийской переписи населения 2010 года — моноэтничное аварское село.

## Известные уроженцы
- Абдулхаликов, Махмуд Абдулхаликович — Народный артист Дагестана.